# Chris Bosh
Christopher Wesson „Chris“ Bosh (* 24. März 1984 in Dallas, Texas) ist ein ehemaliger US-amerikanischer Basketballspieler, der insgesamt 14 Jahre in der NBA aktiv war. Ab 2003 spielte zunächst für die kanadischen Toronto Raptors, die ihn drafteten, bis er sich 2010 den Miami Heat anschloss und bei diesen bis 2017 blieb.
Während seiner Karriere wurde Bosh unter anderem elfmal NBA All-Star und gewann mit den Heat 2012 und 2013 den NBA-Titel. Bei einer Größe von 2,11 Metern kam er dabei auf den Positionen des Power Forwards und Centers zum Einsatz.

## Jugend und Schulzeit
Chris Bosh wurde am 24. März 1984 in Dallas geboren, wobei er im texanischen Hutchins einen Großteil seiner Jugend verbrachte. Er hatte bereits im Alter von vier Jahren durch seinen Vater ersten Kontakt zum Basketball und begann ab der 4. Klasse diesen Sport auch aktiv zu betreiben. Da er auch in seiner Jugend schon deutlich größer war als seine gleichaltrigen Mitspieler, hatte er schon früh große Vorteile beim Rebounden. Nebenbei interessierte er sich auch für Baseball, wobei er bis zur Highschool auch immer Teil der Schulmannschaften war.
Als größten Einfluss bezeichnet Bosh seine Eltern, wobei im Basketball Kevin Garnett sein großes Vorbild war, was sich auch an seiner Spielweise erkennen lässt.
Schon bald wurde sein großes Talent sichtbar, als er seinem Team von der Lincoln Highschool zu einer perfekten Saison mit 40:0 Siegen verhalf. Er spielte meist überragend und erreichte mehrere Auszeichnungen. So wurde er während seiner Highschoolzeit von den texanischen Trainern zum Mr. Basketball in Texas ernannt und gewann auch den Award als Highschool Player of the Year. Aufgrund dieser Leistungen erhielt er Angebote von mehreren Colleges, die ihm Sportlerstipendien in Aussicht stellten. Aufgrund des positiven Gesprächs mit dem dortigen Basketballcoach Paul Hewitt entschied sich Chris Bosh zur Georgia Tech zu gehen.
Dort bestätigte er seine schon zuvor erbrachten Leistungen und erzielte in 31 Spielen durchschnittlich 15,6 Punkte, 9,0 Rebounds und 2,2 Blocks. Auch führte er seine Conference in Wurfgenauigkeit an (56 %). Er ist nach Antawn Jamison erst der zweite Spieler, der diesen Wert in seinem ersten Collegejahr als Freshman erreichte.
Sein eigentlicher Plan war es, das College mit einem Diplom abzuschließen, doch aufgrund seiner Leistungen und Überlegenheit entschied er sich, sein Studium abzubrechen und sich zum NBA Draft 2003 anzumelden. Er plant, den Abschluss nach seiner Profikarriere nachzuholen.

## NBA

### Draft
Bosh wurde im Entry Draft 2003, welche als eine der stärksten aller Zeiten galt, an vierter Stelle hinter LeBron James, Darko Miličić und Carmelo Anthony vom einzigen kanadischen NBA-Team, den Toronto Raptors, ausgewählt. Dabei traf er damals im Draft schon auf seine späteren Mitspieler LeBron James und den an fünfter Stelle ausgewählten Dwyane Wade.

### Toronto Raptors
Bald nach dem Draft erhielt Toronto mehrere Angebote, Bosh gegen einen anderen Spieler zu tauschen, da das Team einen erfahrenen Scorer suchte und viele andere Teams das enorme Potenzial von Bosh erkannten. Dennoch lehnten die Raptors ab.
Aufgrund des Wechsels von Antonio Davis zu den Chicago Bulls hatte Bosh zwar seinen Platz im Team sicher, musste aber meist auf die für ihn ungewohnten Center-Position spielen. Dort hatte er ziemliche Probleme, da er seinen Gegnern trotz seiner Größe meist körperlich unterlegen war und sich erst an das sehr physische Spiel in der NBA gewöhnen musste. Dennoch überzeugte er vor allem durch seinen großen Einsatz und hatte mit durchschnittlich 11,5 Punkte, 7,4 Rebounds, 1,4 Blocks, und 33,5 Minuten in seinen 75 Spielen die meisten Rebounds und Blocks aller Rookies. Auch setzte er in seinen 63 Spielen, in denen er startete, neue Teamrekorde für Rebounds und Blocks eines Rookies. Für diese Leistungen wurde er in das NBA All-Rookie First Team berufen.

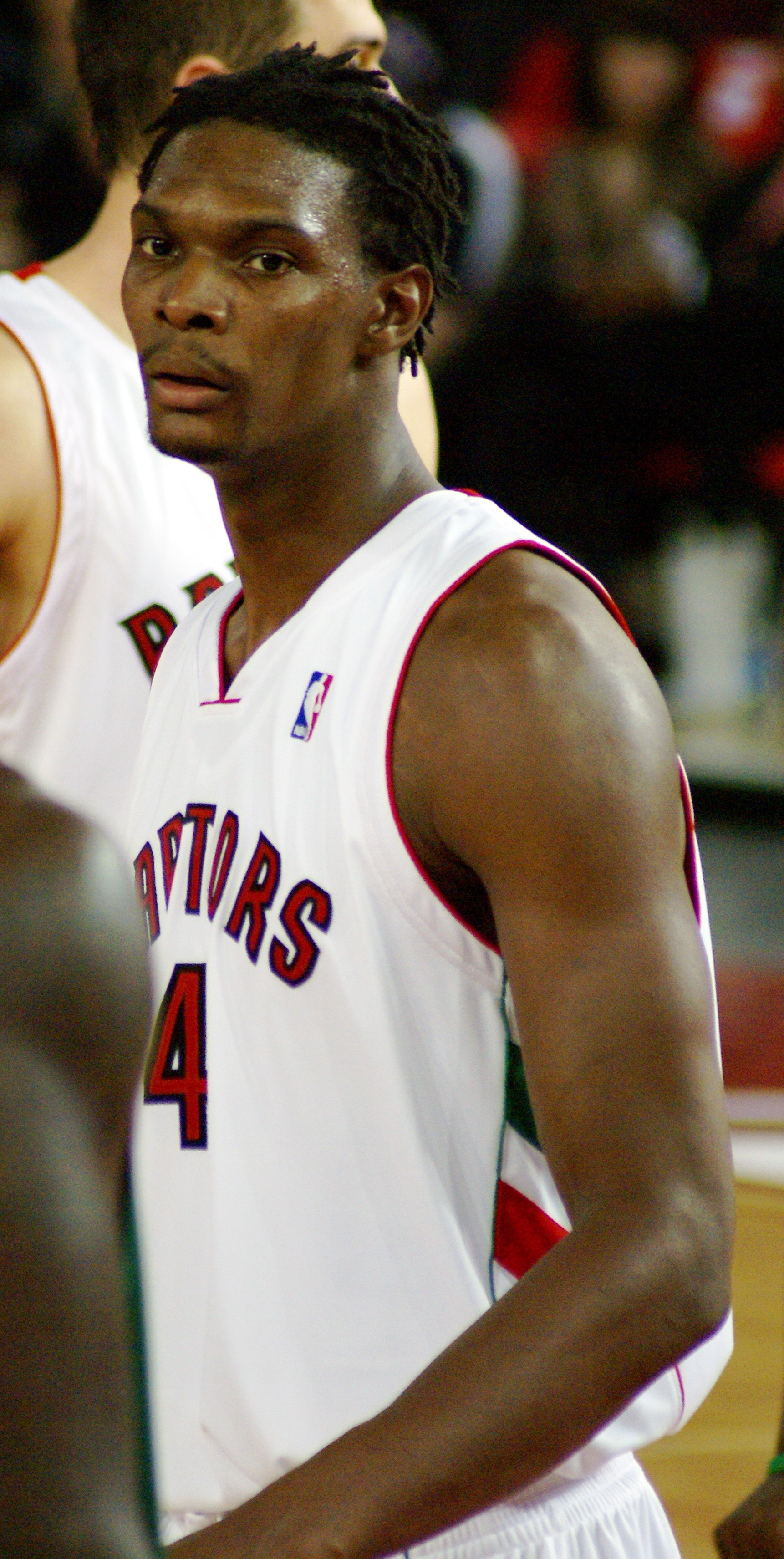
Bosh im Trikot der Toronto Raptors

In der folgenden Saison gab es für Boshs Karriere eine wichtige Veränderung, als der Superstar des Teams, Vince Carter, im Dezember nach New Jersey wechselte und mit Alonzo Mourning ein neuer Center kam. So konnte Bosh zum einen nun hauptsächlich als Power Forward spielen und zum anderen waren seine Führungsqualitäten mehr gefragt als zuvor. In den Wochen nach dem Trade spielte er besser denn je und konnte sich in jeder positiven Statistik (Punkte, Rebounds, Assists, Steals und Blocks) steigern. So wurde er auch erstmals zum Spieler der Woche in der Eastern Conference ernannt. Dennoch konnte sich sein Team mit deutlichem Abstand erneut nicht für Play-offs qualifizieren.
Seine Entwicklung hielt auch in der Saison 2005/06 an. Er wurde zum Teamkapitän ernannt und führte sein Team in Punkten, Rebounds und Wurfgenauigkeit an und erzielte regelmäßig Double-double. Für diese Leistungen wurde er erstmals für das All-Star Game nominiert und war damit erst der dritte Spieler in der Geschichte der Toronto Raptors, der dies schaffte. Jedoch verletzte sich Bosh im März so schwer, dass für ihn die Saison beendet war. Sein Team verlor danach neun der letzten zehn Spiele.
Nach dieser Saison unterschrieb Chris Bosh einen neuen Vertrag über drei Jahre mit einer Spieleroption für ein viertes Jahr. Dieser brachte ihm 65 Millionen US-Dollar ein.
Das Jahr 2006/07 sollte das erfolgreichste werden, seitdem Bosh in der NBA spielte. Er steigerte sich erneut und schaffte endgültig den Sprung zum Superstar. Er wurde erstmals in die Startaufstellung des All-Star Games gewählt und stellte am 7. Februar mit 41 Punkten einen neuen persönlichen Rekord auf. Darauf gab es erstmals MVP-Rufe im heimischen Air Canada Centre. Am 28. März wurde er der Spieler mit den meistens double-double in der Geschichte der Raptors. Am Ende der Saison landete Toronto auf dem 3. Platz im Osten und musste in den Play-offs gegen New Jersey antreten. Trotz der besseren Bilanz und einem überzeugenden Chris Bosh verloren die Raptors die Serie 1:4. Am Ende der Saison erzielte Chris Bosh mit 22,6 Punkten und 10,7 Rebounds pro Spiel durchschnittlich ein double-double und wurde ins All-NBA Second Team gewählt.
Nachdem es nun erstmals seit Jahren wieder zu einem Einzug in die Play-offs gereicht hatte, wurden die Hoffnungen auf weitere Erfolge gestärkt, da Toronto ein junges Team mit Potential und starken Frontcourts um Chris Bosh und Andrea Bargnani war, welches mit dem starken Distanzschützen Jason Kapono eine hoffnungsvolle Ergänzung bekam. Dennoch reichte es nur zu einer ausgeglichenen Bilanz mit je 41 Siegen und Niederlagen, wobei Bosh 15 Spiele verletzt fehlte. Dennoch konnte er seine Statistiken weiter verbessern, indem er Karriererekorde bei der Dreipunktwurfquote und Freiwurfquote erreichte. In den Play-offs kam es zum Duell mit dem anderen jungen und aufstrebenden Big Man der Liga Dwight Howard, wobei dieser trotz einer überzeugenden Serie von Bosh mit unter anderem 39 Punkten und 15 Rebounds in Spiel 4 mit seinem Team die Serie 4:1 gewann.

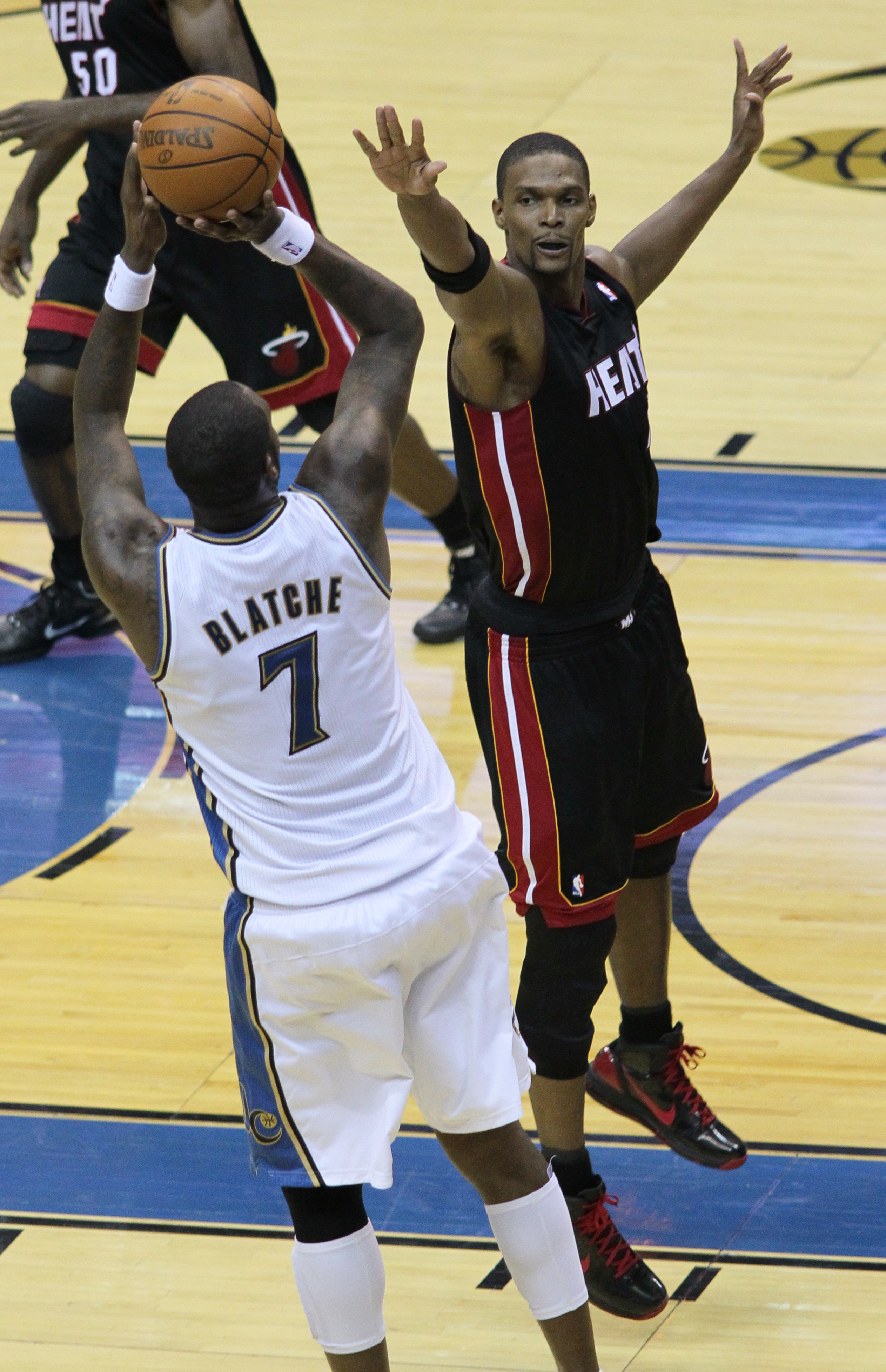
Bosh beim Blockversuch gegen Andray Blatche

Obwohl das Team mit gestandenen Spielern wie Hedo Türkoğlu und Jermaine O’Neal verstärkt wurde und hoffnungsvolle Talente wie DeMar DeRozan verpflichtet werden konnten, verpasste das Team in den folgenden beiden Jahren die Play-offs. Bosh spielte weiter auf konstant hohem Level und wurde wie in den Jahren zuvor für das Allstar-Game nominiert. Während er das Spiel 2009 aufgrund einer Verletzung absagen musste, konnte er 2010 sein viertes Spiel bestreiten. In seinem letzten Jahr in Toronto konnte er sich nochmal deutlich steigern. Er hatte die meisten Würfe pro Spiel in seiner Karriere und konnte dabei seine Trefferquote auch auf ein Karrierehoch von 51,8 % verbessern. Dies resultiere in einem weiteren persönlichen Rekord von durchschnittlich 24 Punkten pro Spiel, wobei er auch mit 10,8 Rebounds die beste Quote seiner Karriere vorweisen konnte.

### Miami Heat
Nachdem sein Vertrag ausgelaufen war, konnte Bosh zur Saison 2010/11 frei wechseln. Im Vorfeld wurde viel spekuliert, da 2010 sehr viele Superstars und erfahrene Spieler zum Free Agent wurden. Am 9. Juli gaben Bosh und LeBron James bekannt, dass sie in der neuen Saison für das Team von Miami Heat spielen werden. Auch der bisherige Heat-Spieler Dwyane Wade, dessen Vertrag auslief, gab seine Verlängerung bekannt, so dass es zur Bildung der sogenannten Big Three kam. Er verließ Toronto mit mehreren Franchise-Rekorden, so unter anderen die für die meisten Punkte und Rebounds.
Nach einem unerwartet schlechten Start des neuen Teams in die Saison mit 9 Siegen bei 8 Niederlagen konnte sich das Team um Chris Bosh steigern und schloss die Saison auf dem 3. Platz der Eastern Conference ab, wobei sie zwischenzeitlich eine 21:1 Serie erzielen konnten. Bosh war auch Teil des NBA All-Star Game 2011, wobei er im Gegensatz zu seinen Teamkameraden James und Wade, die beide starteten, nur Ersatz war. Am 27. März 2011 gelang es diesem Trio, jeweils mindestens 30 Punkte und 10 Rebounds zu erreichen. Dies passierte in der NBA-Historie erst zum zweiten Mal, zuletzt vor 50 Jahren, als das Trio Oscar Robertson, Wayne Embry und Jack Twyman von den Cincinnati Royals im Februar 1961 dieselbe Mindestausbeute erzielte. In den Play-offs konnte Miami überraschend bis in die Finals vordringen, wobei unter anderem auch der Meister der Eastern Conference, die Chicago Bulls, mit ihren MVP Derrick Rose geschlagen werden konnte. Im Finale unterlag jedoch das nun favorisierte Team aus Miami gegen die Dallas Mavericks in 4:2 Spielen.
Während der Saison 2011/12 spielte Bosh teilweise sehr unkonstant, was ihm viel Kritik einbrachte. Teilweise wurden die drei Stars des Teams aufgrund Boshs durchwachsener Leistung in Anspielung auf die gleichnamige Sendung nur Two and a Half Men genannt. Erst in den Play-offs lieferte Chris Bosh regelmäßig gute Leistungen ab. So erzielte er im dritten Spiel der Finals die entscheidenden Punkte zum 88:86-Auswärtssieg der Heat bei den Oklahoma City Thunder. Miami gewann 2012 die Meisterschaft.
Während seine Wurfquoten relativ konstant blieben, sanken jedoch seine daraus resultierenden Werte. So erreichte er durchschnittlich nur noch 18,7 Punkte und 8,3 Rebounds pro Spiel, was aber vor allem daran lag, dass auf ihm nicht mehr der alleinige Fokus der Offensive lag, wie es in Toronto der Fall war und er sich den Aktionsradius mit denen im Spiel noch dominanteren Dwyane Wade und LeBron James teilen musste. Dennoch reichte es erneut zum Gewinn der Meisterschaft 2013 über die San Antonio Spurs. 2014 erreichten die Heat das Finale. Dieses Mal gelang den Spurs jedoch die Revanche. Zum Saisonende liefen die Verträge von Bosh, Wade und James bei den Heat aus. Während Bosh und Wade ihre Verträge verlängerten, wechselte James zurück zu den Cavaliers. Infolgedessen verloren die Heat ihre Favoritenrolle. Bosh jedoch kam durch den Wechsel von James wieder eine größere Rolle im Angriff zuteil.
Am 21. Februar 2015 gaben die Miami Heat bekannt, dass bei Chris Bosh ein Blutgerinnsel in der Lunge diagnostiziert wurde. Bosh begab sich am 19. Februar in ein Krankenhaus zur ärztlichen Behandlung. Nach Angaben von Heat-Coach Erik Spoelstra bestand aber keine Lebensgefahr. In einer Pressekonferenz am 9. März 2015 gaben die Miami Heat bekannt, dass sie Chris Bosh zur Saison 2015/16 zurückerwarten. Bosh begann ab April mit dem Krafttraining und kehrte bis September wieder voll in das Training zurück. Bosh gab sein Comeback zur neuen Saison. Nach 53 Spielen wurde bei ihm ein erneutes Blutgerinnsel im Bein diagnostiziert und Bosh setzte erneut den Rest der Saison und die Play-offs aus. Bosh setzte die darauffolgende Saison 2016–17 aufgrund der Blutgerinnungsprobleme vollständig aus. Die NBA urteilte, dass Boshs Bluterkrankung eine karrierebedingte Erkrankung sei, womit ihn die Heat im Juli 2017 entließen. Im Februar 2019 verkündete Bosh sein Karriereende. Seine Trikotnummer 1 wird von den Heat, zu seinen Ehren, nicht mehr vergeben.

## Nationalmannschaft

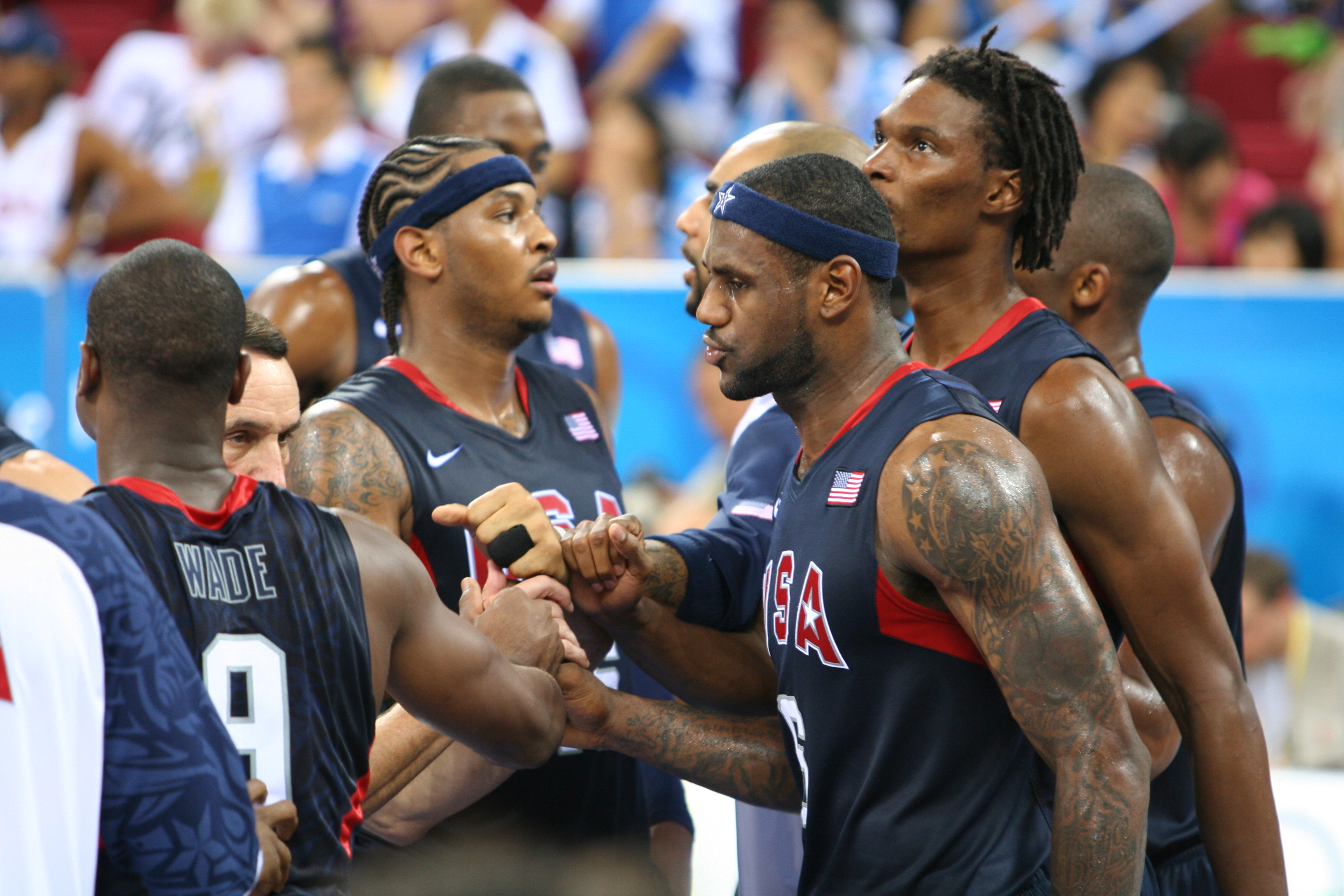
Chris Bosh zusammen mit LeBron James und Carmelo Anthony bei den Olympischen Spielen in Peking

Nachdem seine NBA-Karriere begann und sich abzeichnete, dass Bosh zu einem der besten Spieler auf seiner Position heranreifte, rückte er bald ins Blickfeld der US-amerikanischen Nationalmannschaft. Bosh war Teil der Mannschaft, welche bei der Basketball-Weltmeisterschaft 2006 Bronze gewann. Dabei besiegten sie im Spiel um Platz 3 den amtierenden Olympiasieger Argentinien. Er erreichte während des Turniers die sechstbeste Trefferquote aus dem Feld.
Er wurde auch für das Team nominiert, welches an den Olympischen Spielen 2008 in Peking teilnahm. Bosh wurde meist als Backup des Centers Dwight Howard eingesetzt und gewann ungeschlagen mit seinem Team die Goldmedaille. Er erzielte im Turnier durchschnittlich 9,1 Punkte und war mit 6,1 Rebounds bester Rebounder im Team.

## Sonstiges
2012 verdiente Chris Bosh 14 Millionen Euro (18,3 Mio. US-Dollar) und zählte damit zu den Top 10 der bestbezahlten NBA-Spielern.
Am 16. Mai 2021 wurde bekanntgegeben, dass Bosh in die Naismith Memorial Basketball Hall of Fame aufgenommen wird.

## Erfolge und Auszeichnungen
- 2× NBA Champion: 2012, 2013 mit den Miami Heat
- 11× NBA All-Star: 2006–2016 (2009 und 2016 war er nominiert, musste aber verletzt absagen)
- All-NBA Second Team: 2007
- NBA All-Rookie First Team: 2004
- 3× NBA All-Star Weekend Shooting Stars Competition-Champion: 2013–2015
- NBA Rookie Challenge: 2004, 2005
- Basketball-Weltmeisterschaft: Bronze 2006
- Olympische Spiele: Gold 2008
- NBA Eastern Conference Spieler des Monats: Januar 2007
- NBA Eastern Conference Spieler der Woche: Januar 2005, Januar 2006, März 2007, Januar 2008, Oktober 2008, Februar 2010, April 2010
- NBA Atlantic Division Sieger: 2007
- NBA Southeast Division Sieger: 2011
- NBA Eastern Conference Finals Sieger: 2011
- Trikotnummer 1 wird bei den Miami Heat nicht mehr vergeben

## Statistiken

### Regular Season
| Jahr     | Team    | SP  | SG  | MPS  | WG%  | 3P%  | FW%   | RPS  | APS | SPS | BPS | PPS  |
| -------- | ------- | --- | --- | ---- | ---- | ---- | ----- | ---- | --- | --- | --- | ---- |
| 2003/04  | Toronto | 75  | 63  | 33,5 | 45,9 | 35,7 | 70,1  | 7,4  | 1,0 | 0,8 | 1,4 | 11,5 |
| 2004/05  | Toronto | 81  | 81  | 37,2 | 47,1 | 30,0 | 76,0  | 8,9  | 1,9 | 0,9 | 1,4 | 16,8 |
| 2005/06  | Toronto | 70  | 70  | 39,3 | 50,5 | 0,0  | 81,6  | 9,2  | 2,6 | 0,7 | 1,1 | 22,5 |
| 2006/07  | Toronto | 69  | 69  | 38,5 | 49,6 | 34,3 | 78,5  | 10,7 | 2,5 | 0,6 | 1,3 | 22,6 |
| 2007/08  | Toronto | 67  | 67  | 36,2 | 49,4 | 40,0 | 84,4  | 8,7  | 2,6 | 0,9 | 1,0 | 22,3 |
| 2008/09  | Toronto | 77  | 77  | 38,0 | 48,7 | 24,5 | 81,7  | 10,0 | 2,5 | 0,9 | 1,0 | 22,7 |
| 2009/10  | Toronto | 70  | 70  | 36,1 | 51,8 | 36,4 | 79,7  | 10,8 | 2,4 | 0,6 | 1,0 | 24,0 |
| 2010/11  | Miami   | 77  | 77  | 36,3 | 49,6 | 24,0 | 81,5  | 8,3  | 1,9 | 0,8 | 0,6 | 18,7 |
| 2011/12  | Miami   | 57  | 57  | 35,2 | 48,7 | 28,6 | 82,1  | 7,9  | 1,8 | 0,9 | 0,8 | 18,0 |
| 2012/13  | Miami   | 74  | 74  | 33,2 | 53,5 | 28,4 | .79,8 | 6,8  | 1,7 | 0,9 | 1,4 | 16,6 |
| 2013/14  | Miami   | 79  | 79  | 32,0 | 51,6 | 33,9 | 82,0  | 6,6  | 1,1 | 1,0 | 1,0 | 16,2 |
| 2014/15  | Miami   | 44  | 44  | 35,4 | 46,0 | 37,5 | 77,2  | 7,0  | 2,2 | 0,9 | 0,6 | 21,1 |
| 2015/16  | Miami   | 53  | 53  | 33,5 | 46,7 | 36,5 | 79,5  | 7,4  | 2,4 | 0,7 | 0,6 | 19,1 |
| Karriere |         | 893 | 881 | 35,8 | 49,4 | 33,5 | 79,9  | 8,5  | 2,0 | 0,8 | 1,0 | 19,2 |
| All-Star |         | 9   | 3   | 19.4 | 52,4 | 33,3 | 53,3  | 5,1  | 1,1 | 1,0 | 0,2 | 10,9 |

### Play-offs
| Jahr     | Team    | SP | SG | MPS  | WG%  | 3P%  | FW%  | RPS | APS | SPS | BPS | PPS  |
| -------- | ------- | -- | -- | ---- | ---- | ---- | ---- | --- | --- | --- | --- | ---- |
| 2006/07  | Toronto | 6  | 6  | 37,0 | 39,6 | 20,0 | 84,2 | 9,0 | 2,5 | 0,8 | 1,8 | 17,5 |
| 2007/08  | Toronto | 5  | 5  | 39,8 | 47,2 | 14,3 | 83,3 | 9,0 | 3,6 | 1,6 | 0,4 | 24,0 |
| 2010/11  | Miami   | 21 | 21 | 39,7 | 47,4 | 0,0  | 81,4 | 8,5 | 1,1 | 0,7 | 0,9 | 18,6 |
| 2011/12  | Miami   | 14 | 10 | 31,4 | 49,3 | 53,8 | 82,7 | 7,8 | 0,6 | 0,4 | 1,0 | 14,0 |
| 2012/13  | Miami   | 23 | 23 | 32,7 | 45,8 | 40,5 | 73,3 | 7,3 | 1,5 | 1,0 | 1,6 | 12,1 |
| 2013/14  | Miami   | 20 | 20 | 34,3 | 50,7 | 40,5 | 75,0 | 5,6 | 1,1 | 0,9 | 1,0 | 14,9 |
| Karriere |         | 89 | 85 | 35,2 | 47,3 | 38,6 | 80,0 | 7,5 | 1,3 | 0,8 | 1,1 | 15,6 |

## Rekorde

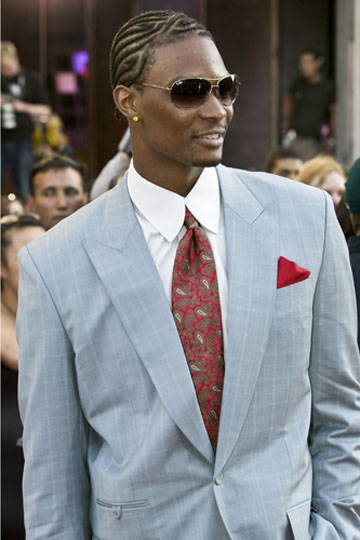
Bosh bei den MuchMusic Video Awards 2007

- Drittjüngster Spieler, der 1.000 Rebounds erreichte
- Viertjüngster Spieler in der NBA-Geschichte, der 20 Punkte und 20 Rebounds erzielte
- Torontos allzeit Dritter in gespielten Minuten
- Torontos erster Spieler, der 10.000 Punkte erzielte
- Torontos allzeit Dritter in erzielten Punkten
- Torontos allzeit Führender bei Rebounds
- Torontos allzeit Führender bei defensiven Rebounds
- Torontos allzeit Führender bei offensiven Rebounds
- Torontos Spieler mit den meisten Rebounds pro Spiel
- Torontos Spieler mit den meisten Rebounds in einer Saison
- Torontos allzeit Führender in Blocks
- Torontos allzeit Zweiter in verwandelten Freiwürfen
- Torontos allzeit Zweiter in verwandelten Freiwürfen in einer Saison
- Torontos allzeit Zweiter in versuchten Freiwürfen
- Torontos allzeit Zweiter in versuchten Freiwürfen in einer Saison
- Torontos allzeit Führender in Double-doubles
- Torontos allzeit Führender in Double-doubles in einer Saison[19]

## Trivia
- Aufgrund seiner Initialen und seiner Trikotnummer bekam er während seiner Zeit in Toronto den Spitznamen „CB4“.
- Abseits des Spielfeldes gründete er die „Chris Bosh Foundation“. Diese hat das Ziel, den Jugendlichen in Dallas und Toronto Schule und Sport näher zu bringen.
- 2011 hatte Bosh einen Gastauftritt in der Serie Law & Order: Special Victims Unit
- 2013 hatte Bosh einen Gastauftritt in der Disney-Channel-Serie Jessie
- 2017 hatte Bosh einen Gastauftritt in der Serie Wrecked